# نهائي كأس أوروبا 1956
نهائي كأس أوروبا 1956 كانت مباراة كرة قدم أقيمت على بارك دي برينس في مدينة باريس يوم 13 يونيو 1956. كانت المُباراة أول نهائي في تاريخ البطولة بين ريال مدريد وستاد ريمس والذي فاز بها ريال مدريد بأربع أهداف مقابل 3 أهداف، أنتهى الشوط الأول بتعادل الفريقين بهدفين لكلاً منهما. في الشوط الثاني تمكن ريال مدريد بتسجيل هدفين بتوقيع كلاً من هيكتور ريال وماركوس ألونسو إيماز. وأنتهى النهائي الأول في تاريخ المسابقة بفوز ريال مدريد على ستاد ريمس بأربع أهداف مقابل ثلاثة.

## الطريق إلى النهائي
| ريال مدريد | ريال مدريد | ريال مدريد | ريال مدريد | الجولة        | ريمس            | ريمس    | ريمس    | ريمس    |
| ---------- | ---------- | ---------- | ---------- | ------------- | --------------- | ------- | ------- | ------- |
| الخصم      | المجموع    | الذهاب     | الإياب     |               | الخصم           | المجموع | الذهاب  | الإياب  |
| سيرفيت     | 7–0        | 2–0 (خ)    | 5–0 (د)    | الجولة الأولى | أيه جي أف آرهوس | 4–2     | 2–0 (خ) | 2–2 (د) |
| بارتيزان   | 4–3        | 4–0 (د)    | 0–3 (خ)    | ربع النهائي   | فوروس لوبوغو    | 8–6     | 4–2 (د) | 4–4 (خ) |
| ميلان      | 5–4        | 4–2 (د)    | 1–2 (خ)    | نصف النهائي   | هيبرنيان        | 3–0     | 2–0 (د) | 1–0 (خ) |

### ريال مدريد
دخل ريال مدريد مسابقة كأس أوروبا باعتباره الفائز بلقب الدوري الإسباني 1954–55. في الجولة الافتتاحية، أوقعتهم القرعة مع بطل سويسرا سيرفيت. بعد أن حققوا الفوز 2–0 خارج أرضهم في مباراة الذهاب، حققوا الفوز 5–0 على ملعب سانتياغو برنابيو حيث سجل ألفريدو دي ستيفانو هدفين في الفوز. في ربع النهائي.

## النهائي
| ريال مدريد                                                              | 4–3   | ستاد ريمس                                            |
| ----------------------------------------------------------------------- | ----- | ---------------------------------------------------- |
| ألفريدو دي ستيفانو 14' · هيكتور ريال 30'، 79' · ماركوس ألونسو إيماز 67' | تقرير | ميشيل لبلون 6' · جين تيمبلين 10' · ميشيل هيدالغو 62' |

| ريال مدريد | ستاد دي ريمس |

| GK              | 1  | خوان ألونسو         |
| DF              | 2  | أنخيل أتينثا        |
| DF              | 5  | ماركوس ألونسو إيماز |
| DF              | 3  | رافييل ليسميس       |
| DF              | 4  | ميغيل مونيوز (ق)    |
| MF              | 6  | خوسيه ماريا زاراغا  |
| FW              | 7  | خوسي إغليسياس       |
| FW              | 8  | رامون مارسال        |
| FW              | 9  | ألفريدو دي ستيفانو  |
| FW              | 10 | هيكتور ريال         |
| FW              | 11 | باكو خينتو          |
| المدرب:         |    |                     |
| خوسيه فيلالونغا |    |                     |

| GK         | 1  | رينيه جان جاكيه    |
| DF         | 2  | سيمون زايمني       |
| DF         | 5  | روبيرت جونكويت (ق) |
| DF         | 3  | راويل جيراودو      |
| MF         | 4  | ميشيل لبلون        |
| MF         | 6  | روبرت سياتكا       |
| FW         | 7  | ميشيل هيدالغو      |
| FW         | 8  | ليون غلوفاكي       |
| FW         | 9  | ريموند كوبا        |
| FW         | 10 | ريني بليارد        |
| FW         | 11 | جين تيمبلين        |
| المدرب:    |    |                    |
| ألبرت باتو |    |                    |

| الحكام المساعدون: جيه باركنسون (إنجلترا) تومي كوبر (إنجلترا) |

## الملاحظات
1. ↑  كان دي ستيفانو أرجنتينيًا أصليًا أصبح مواطنًا إسبانيًا في أكتوبر 1956 (بعد أربعة أشهر من هذه المباراة). بدأ اللعب مع المنتخب الإسباني في عام 1957.[3][4]

## وصلات خارجية
- كأس أوروبا 1955–56 من الاتحاد الأوروبي لكرة القدم (بالإنجليزية)
- كأس أوروبا 1955–56 من مؤسسة إحصاءات وثيقة لرياضة كرة القدم (بالإنجليزية)
- "كأس الأندية أبطال أوروبا - التاريخ" (PDF). الاتحاد الأوروبي لكرة القدم. ص. 164. مؤرشف من الأصل (PDF) في 2023-05-23. اطلع عليه بتاريخ 2011-05-25. (بالإنجليزية)